# Plaza de Santo Domingo (Guayaquil)

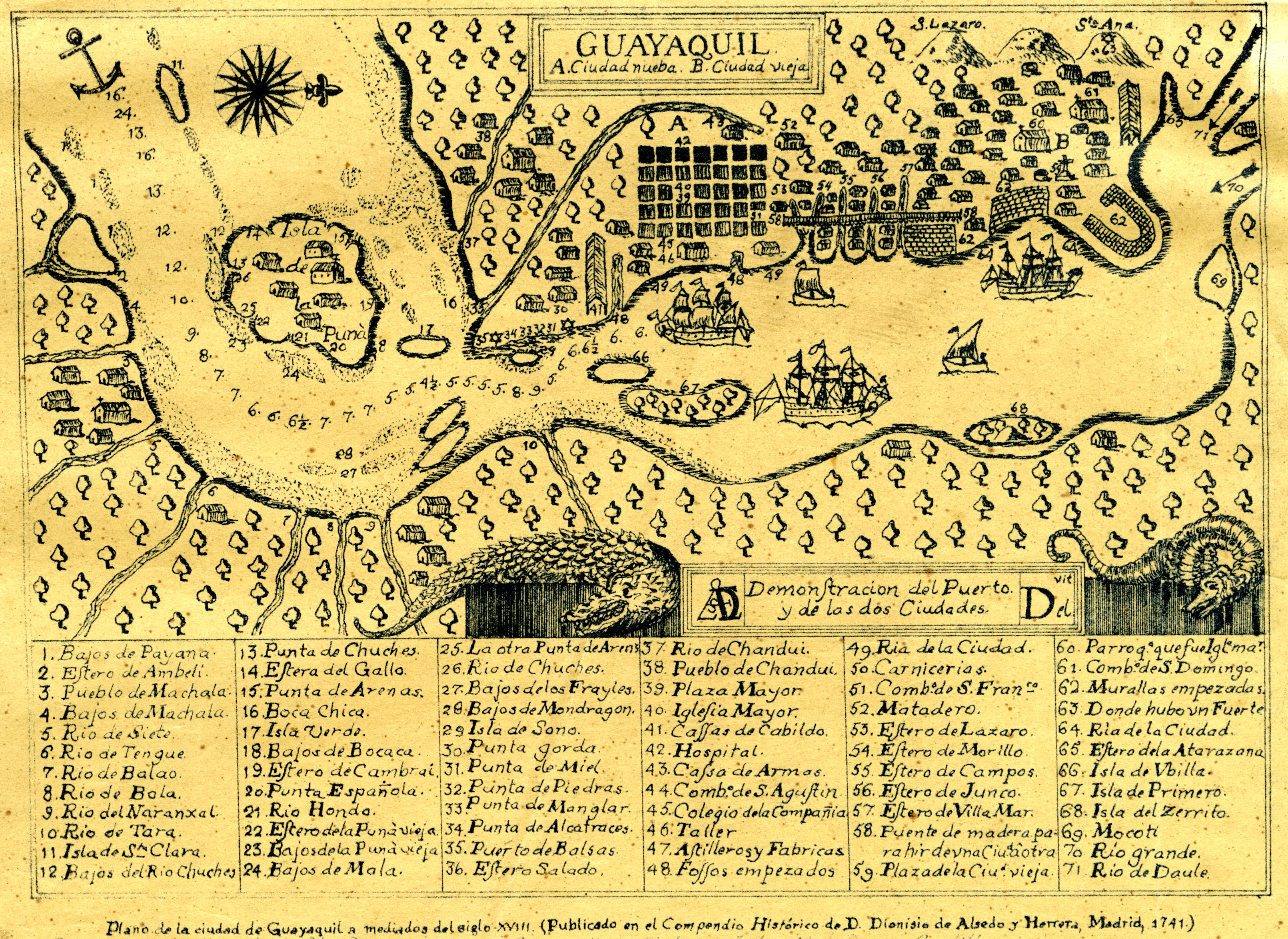
Plano de las Ciudades Vieja y Nueva de Guayaquil.

La Plaza de Santo Domingo es uno de los pocos emplazamientos que subsiste de Guayaquil en la época de Ciudad Vieja. A partir del asentamiento definitivo de la ciudad en 1547 la población se hallaba sobre la meseta entre los cerros de Santa Ana y San Lázaro, y sobre el primero. 
La fundación del Convento de los Predicadores e Iglesia de Santo Domingo le comienza a dar vida a esta parte del territorio. 
En la actualidad este lugar esta dentro de los límites de la parroquia Carbo-Concepción, en la división administrativa oficial vigente.

## Historia
Entre 1562 y 1563 Guayaquil solo poseía 25 casas y entre sus pobladores vivían 14 encomenderos. Y en 1574 se contaba con 320 habitantes  y se mantenían las 25 casas además de la Iglesia Mayor y el Hospital. Con tan pocas casas y habitantes bastaba la parte de arriba es decir el Cerro y la meseta, pero fue con la fundación del Templo y Convento de Santo Domingo en 1574 que dio inicio al poblamiento de la parte llana. Con el templo nace la plaza y en ella existía una cruz de guayacán frente a la puerta de la iglesia mientras que en la parte opuesta es decir atrás de la Iglesia sobre la elevación del cerro se hallaba la horca hecha de madera en un solar que le pertenecía al cabildo según indica Gabriel Pino Roca. Al costado norte se hallaba el camino de la fuga que como su nombre indica, servía en casos de emergencia sea por incendios o por invasiones de piratas. El Cabildo en el siglo XVII consideraba a todo el sector circundante a la plaza como un lugar céntrico y fue por ello que se prohibió la instalación de una fragua que pretendía un tal Diego Mosquera. Habían otras seis pero estaban alejadas de la ciudad seguramente al sur del estero de Juan Pérez de Villamar que corresponde en la actualidad a la calle Loja.
Nunca fue considerada Plaza de Armas, debido a que por estos lares jamás se ubicó la Casa del Cabildo ni Santo Domingo tenía categoría de Iglesia Mayor. Las casas del Cabildo y la Iglesia Mayor hasta por 1590 se mantenían arriba es decir en la cima del Santa Ana. Aun en 1624 seguían allí y la Iglesia se salvo del incendio que provocaron los holandeses, pero la suerte no fue la misma para la casa del Cabildo, que debió esperar muchos años hasta mudarse a la Plaza de Santa Catalina ubicada en la orilla norte del estero de Villamar, en lo que hoy corresponde a la intersección de Malecón y Loja. Mientras que la Iglesia Mayor del cerro que ya no daba garantías debió reconstruirse pero no en el mismo sitio del cerro sino en sus faldas en lo que hoy llamamos museo de los Bomberos. Allí se mantuvo sin ser quemada por largo tiempo hasta que en 1692 quedó hecha cenizas y su reconstrucción se daría en Ciudad Nueva abandonando para siempre el antiguo poblado. Como plaza se hallaba en un sitio privilegiado era usada para las procesiones como la del Corpus se la realizó en el lugar vecina a la plaza estaba la antigua calle Joseph Ximénez, también se extendía la calle de Santo Domingo que empezaba por la orilla vecina al Barrio de las Peñas. Estas callejuelas no eran del todo rectas, el terreno estrecho y el constante aumento de pobladores impedía que sean bien diseñadas, este apretujamiento dio origen a varios incendios, y en cada uno de ellos "morían" calles y nacían otras. Hasta 1693 las calles longitudinales eran la de la Orilla o Real que sería hoy Malecón y dos trasversales Santa Catalina y la Calle del Cerro, más 4 callejones conocidos como el Ciruelo, Higuerón, las Rojas y del Pozo de Felipe IV. Próxima a la plaza se erigía una pequeña lomita y vecina a ella también cruzaban los callejones tortuosos del Ahorcado, Las Velerías, El de Alonso, El Descomulgado y el de la Pesca.
Como se ha dicho antes, ocurrió un incendio en agosto de 1624 debido a la incursión de corsarios holandeses, el incendio a más de volver cenizas el hospital y la iglesia de San Francisco que quedaba en los arrabales, también incendiaron la de Santo Domingo destruyéndose el vecindario próximo dejando a la plaza huérfana de edición quedando una llanura repleta de escombros.
En 1693 nace Ciudad Nueva en el sitio que llamaban Sabaneta que como su nombre explica era un sitio llano libre de matorrales y su amplitud permitía el crecimiento ordenado en formada de damero. Con ello la Ciudad antigua comienza perder importancia, pero se negaba a sucumbir a pesar de los constantes intentos del cabildo de hacer mudar a los que no se habían trasladado a la parte nueva. Ya bien entrado el siglo XVIII el vecindario se disponía a celebrar con toros y teatros en la plaza antigua pero el cabildo solo permitió lo último mientras que las corridas se debían celebrar en la Plaza de la Iglesia Mayor.
Con el pasar de los años la plaza tuvo como vecinos cuarteles militares como el que se hallaba en el convento de Santo Domingo, o de bomberos como el de existió en el lado norte que mira hacia el cerro. Para rendir tributo a los guayaquileños caídos en la pandemia del 2020, la municipalidad ordenó levantar esculturas de índole religioso que armonicen la plaza que hasta entonces lo único que tenía era una cruz de mármol a un costado próximo al inicio de la calle de Rocafuerte. 